# أيشو
أيشو (باليابانية: 愛荘町) هي بلدية في اليابان، وبلدة في اليابان، تقع في شيغا، ومقاطعة إيتشي، بلغ عدد سكانها 20,946  نسمة وذلك حسب إحصائيات سنة 2018، تبلغ مساحتها 37.97 كيلومتر مربع.

## مدن توأم
المدن التوأم:
- ويست بيند.